# Manfred Matuschewski

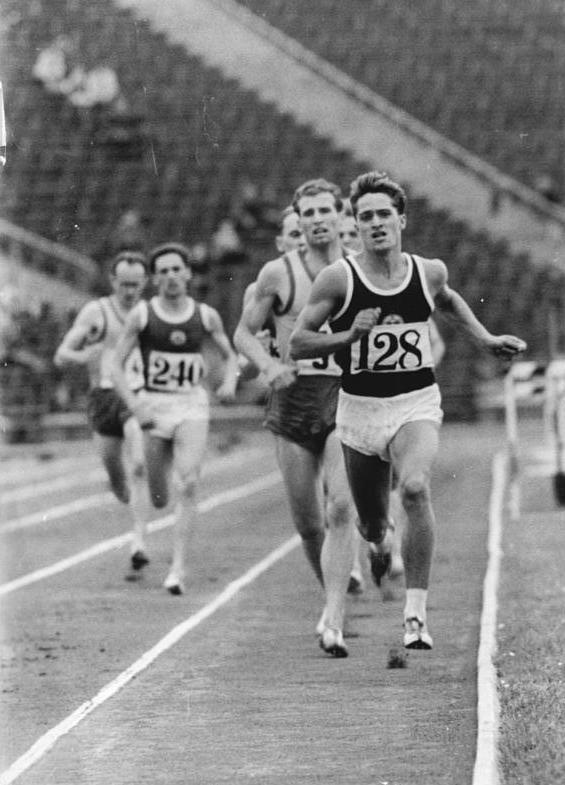
Manfred Matuschewski hat die Startnummer 240 am 25. Juli 1960 bei den DDR-Leichtathletik-Meisterschaften in Leipzig (Endkampf 800 Meter der Herren, den Matuschewski gewann, im Vordergrund Jürgen Kühl mit Nr. 128)

Manfred Matuschewski (* 2. September 1939 in Oberweimar) ist ein deutscher Leichtathlet und Olympiateilnehmer, der für die DDR startend in den 1960er Jahren im 800-Meter-Lauf erfolgreich war. Er wurde zweimal in Folge, 1962 und 1966, Europameister. Sein Sieg 1962 war die erste Goldmedaille für die DDR-Leichtathleten (damals innerhalb einer gemeinsamen deutschen Mannschaft). Wegen seiner mehrfach erst auf der Ziellinie entschiedenen Siege wurde er als "Millimeterläufer" ("Millimeter-Matu") bekannt.

## Leben
Matuschewski, Sohn eines Arbeiters, verlor seinen Vater kurz nach seiner Geburt. Er fiel zwei Wochen nach Kriegsausbruch. Matuschewski hatte eine schwere Jugend, erlernte nach dem Abschluss der 8-Klassen-Schule den Beruf eines Maschinenschlossers. Er arbeitete als Mechaniker bei Optima, einer Schreibmaschinenfabrik und begann 1967 ein Studium als Maschinenbauingenieur an der Ingenieurschule für wissenschaftlichen Gerätebau in Jena, das er später mit dem Fernstudium an der Deutschen Hochschule für Körperkulturt (DHfK) tauschte und mit dem Diplom eines Sportlehrers beendete.

## Sportliche Karriere
Mit dem Boxen beginnend, kam Manfred Matuschewski zum Feldhockey und schließlich zur Leichtathletik. Er wurde 1956 beim Lehrlingssport von der Studenten-Weltmeisterin über 80 m Hürden Siegfriede Weber-Dempe als Leichtathletik-Talent entdeckt. Als 18-Jähriger lief er im 800-Meter-Lauf auf Anhieb eine Zeit von 1:57,8 min. Der Olympiateilnehmer von 1936 Ewald Mertens holte ihn 1958 nach Erfurt. Zwei Jahre später, 1960, wurde er bei den Olympischen Spielen in Rom Sechster. Für den Sieg bei den Europameisterschaften 1962 erhielt er den Vaterländischen Verdienstorden in Bronze.
1960 bis 1966 sowie 1969 wurde er DDR-Meister im 800-Meter-Lauf, 1969 außerdem DDR-Meister im 1500-Meter-Lauf (3:46,0 min). Die Teilnahme an den Olympischen Spielen 1968 entging ihm durch einen Nierenstein.
Am 23. Juli 1963 lief er in Potsdam einen Weltrekord im 4-mal-1500-Meter-Lauf (14:58,0 min; zusammen mit Jürgen May, Siegfried Herrmann und Siegfried Valentin). Lange Zeit war er Kapitän der Leichtathletikmannschaft der DDR.
Manfred Matuschewski startete für den SC Turbine Erfurt und trainierte bei Ewald Mertens und Manfred Reiß. In seiner Wettkampfzeit war er 1,76 m groß und 64 kg schwer. 1970 wurde er „für langjährige außerordentliche Leistungen und vorbildliches Wirken in der Leichtathletikmannschaft der Deutschen Demokratischen Republik“ mit dem Vaterländischen Verdienstorden in Silber ausgezeichnet. Insgesamt war er 16facher DDR-Meister – davon 10 Einzel- und 6 Staffel-Titel. Seine Trainingsgruppe praktizierte bei Mertens ein von Woldemar Gerschler bereits 1933 propagiertes Intervalltraining, das durch sowjetische Periodisierungselemente angereichert war.

## Rivalität der Systeme
In der Zeit von Matuschewskis größten sportlichen Erfolgen bestand ein Konkurrenzverhältnis zwischen der DDR und der Bundesrepublik Deutschland. In den Jahren 1965 bis 1967 zeigte sich dies beispielhaft in den Mittelstrecken der Leichtathletik. 1965 siegte beim ersten Leichtathletik-Europacup nach packendem Endspurt Franz-Josef Kemper (Preußen Münster) über den zeitgleichen Favoriten Manfred Matuschewski in 1:50,3 min. In den beiden darauffolgenden Jahren gelang Matuschewski ein Coup: Bei den Europameisterschaften 1966 besiegte er über 800 Meter mit dem letzten Schritt den stärker eingeschätzten Kemper, der kurz vorher mit 1:44,9 min einen neuen Europarekord aufgestellt hatte, in 1:45,9 min um eine Zehntelsekunde. Beim Leichtathletik-Europacup 1967 wiederholte Matuschewski diesen Erfolg – wieder hauchdünn, Kemper und Matuschewski waren mit 1:46,9 min im Ziel zeitgleich. Am folgenden Tag gewann der DDR-Läufer auch den 1500-Meter-Lauf und bezwang dabei den favorisierten amtierenden Europameister Bodo Tümmler aus West-Berlin mit 3:40,2 min und drei Zehntelsekunden Vorsprung. Dies werteten die DDR-Funktionäre als Erfolg ihrer Staatsdoktrin, während in Westdeutschland enttäuscht reagiert wurde.

## Weiteres Leben
Matuschewski war Mitglied der Sozialistischen Einheitspartei Deutschlands (SED) und von 1967 bis 1976 Abgeordneter des Bezirkstages Erfurt. Er war Mitglied der Ständigen Kommission für Jugend und Sport beim Bezirkstag und später Vorsitzender des Aktivs Sport innerhalb dieser Kommission. Nach Abschluss seiner aktiven Laufbahn wurde er am 1. Januar 1970 Nachwuchstrainer beim SC Turbine Erfurt.
Von Januar 1974 bis 1985 war er Verbandstrainer für Mittel- und Langstreckenlauf beim Leichtathletik-Verband der DDR (DVfL). Anschließend fand seine Trainer-Karriere ein abruptes Ende – sein Sohn hatte eine Frau aus Westdeutschland geheiratet, sodass er in seinem Land in Ungnade fiel. Über seinen Bekannten Manfred Ewald, Sportfunktionär in der DDR, der ihm einen Sonderposten im Medizinischen Dienst vermittelte, konnte er seinen Lebensunterhalt sichern. Er war hier als Verbindungsmann zwischen Sportmedizin und der DTSB-Führung tätig, insbesondere auf dem Gebiet von Dopingfragen. Dies brachte ihm nach dem Mauerfall einen Strafbefehl in Höhe von 5000 DM ein. Nach seiner Entlassung aus dem DTSB arbeitete Matuschewski für einen Sportartikel-Ausrüster sowie in einem Fitness-Studio in Berlin und betreute darüber hinaus mittels seiner Bekanntschaft des Schweizer Kulturattachés in Berlin zeitweise Künstler aus der Schweiz.
Körperlich hat er mit inzwischen drei künstlichen Hüften unter den Nachwirkungen eines Geburtsschadens zu leiden. Seit dem 1. Oktober 1999 befindet sich Manfred Matuschewski deshalb in Rente.,

## Einsätze bei den wichtigsten internationalen Höhepunkten im Einzelnen
(jeweils im 800-Meter-Lauf)
- 1960, Olympische Spiele: Platz 6 (1:52:23 min)
- 1962, Europameisterschaften: Platz 1 (1:50,5 min)
- 1964, Olympische Spiele: Im Halbfinale ausgeschieden
- 1966, Europameisterschaften: Platz 1 (1:45,9 min)
- 1967, Leichtathletik-Europacup 1967: Platz 1 (1:46,9 min) – hier auch Platz 1 über 1500 Meter (3:40,2 min)
- 1969, Europameisterschaften: Platz 3 (1:46,8 min)

## Weitere Auszeichnungen
- 1962 Ehrentitel Meister des Sports
- 1966 Artur-Becker-Medaille in Gold
- 1968 Ehrenring des „Deutschen Sportechos“
- 1974 Orden Banner der Arbeit Stufe II und 1976 Orden Banner der Arbeit Stufe III
- 1988 Orden Banner der Arbeit Stufe II (im Kollektiv sportmedizinische Forschung und Betreuung)